# Eckhart Schmidt

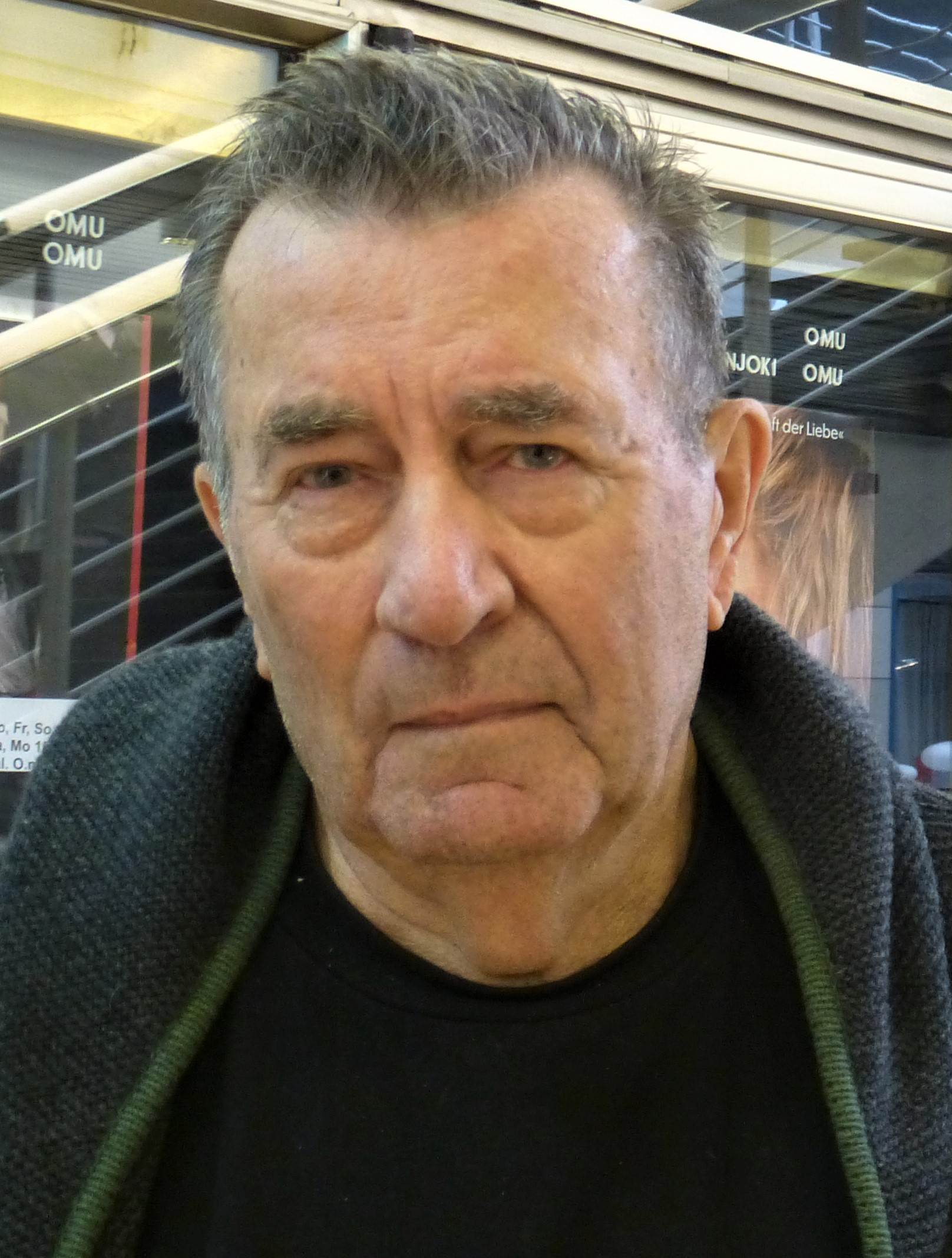
Eckhart Schmidt bei den Filmkunstwochen in München (2020)

Eckhart Schmidt (* 31. Oktober 1938 in Mährisch-Sternberg; † 24. Oktober 2024 in München) war ein deutscher Filmemacher und Autor. Ab 1985 realisierte er seine Vorhaben in der eigenen Produktionsfirma Raphaela-Film GmbH München.

## Leben
Eckhart Schmidt arbeitete nach dem Abitur in Ulm und dem Studium in München zunächst als Filmkritiker u. a. für die Süddeutsche Zeitung, Film und den Bayerischen Rundfunk. In ihrer Würdigung zu Schmidts 80. Geburtstag schrieb Anke Sterneborg: „Das Kino hat er sich als Autodidakt erobert, nach dem Muster der französischen Kollegen, zunächst als Kritiker unter anderem der Süddeutschen Zeitung“. Er war einer der ersten, die in Deutschland über Regisseure wie Douglas Sirk, Raoul Walsh, Budd Boetticher und Jean-Pierre Melville schrieben. Mitte der 1960er Jahre wurde Eckhart Schmidt parallel zu seiner journalistischen Tätigkeit auch als Filmemacher aktiv. Er wurde Teil der Neuen Münchner Gruppe um Rudolf Thome, Max Zihlmann und Klaus Lemke, die eine Unterhaltungs-Alternative zu der Oberhausener Gruppe und dem Oberhausener Manifest suchte, „für ein Kino das wilder und ungezügelter und zugleich stärker dem Publikum zugewandt ist“ (Sterneborg). Erste Kurzfilme entstanden Mitte der 1960er Jahre; 1967 drehte er mit Jet Generation, einem Porträt des „Swinging München“ der sechziger Jahre, seinen ersten langen Spielfilm. 1978 gab er das Punk-Magazin S!A!U! heraus, in dem u. a. Rainer Werner Fassbinder, Herbert Achternbusch, Werner Schroeter, David Byrne und Patti Smith publizierten.
1982 drehte er nach seinem gleichnamigen Roman den Film Der Fan mit Désirée Nosbusch in der Hauptrolle. Es folgten zahlreiche weitere Spielfilme und Buchveröffentlichungen.
1989 realisierte Schmidt die erste große HDTV-Produktion der Welt mit der Verfilmung von Richard Wagners Ring des Nibelungen. Weitere Opern-Filme folgten, u. a. Hans Werner Henzes Oper Der Prinz von Homburg (1993). Danach entstanden mehr als zwanzig Dokumentarfilme über Opern-Stars, Komponisten, Dirigenten, Opern-Inszenierungen und Opern-Häuser wie die Los Angeles Opera. Schmidt ist auch Herausgeber der Memoiren des Dirigenten Wolfgang Sawallisch.
Bei seinen Spielfilmen ließ sich Schmidt zuerst von der Neuen Deutschen Welle (Der Fan, Das Gold der Liebe), dann von den Melodramen Douglas Sirks (Das Wunder) und schließlich von der deutschen Romantik (Undine, Der Sandmann) inspirieren. Nach einer siebenjährigen Spielfilm-Pause drehte Schmidt dann Spielfilme im High-Definition-Format u. a. Internet Love, 24/7 – Sunset Boulevard und nach Cesare Paveses Selbstmord-Novelle Sunset Motel, die alle in Los Angeles entstanden.
Ab 2006 war Eckhart Schmidt auch als Fotograf aktiv; seine Fotografien wurden in den Büchern Window Girls und Mulholland Drive – Opening Scenes publiziert und auf Ausstellungen in Deutschland und USA gezeigt. 2011 stellte Schmidt erstmals seine malerischen Arbeiten unter dem Motto „The Art of Passion“ in Los Angeles und München aus. Im gleichen Jahr entwickelte Schmidt ein neues Format, das er „Fotovision“ nannte, eine Kombination von Poesie, Photographie und Musik. Die erste Fotovision erschien 2011 auf DVD bei Jam Entertainment. Seine photographischen Arbeit setzte Schmidt mit Arbeiten zur Graffiti-Kunst in Los Angeles fort, die im Februar 2012 erstmals in München gezeigt wurden, 2013 mit dem Projekt A la recherche d’une fille perdue, das in München und Los Angeles ausgestellt wurde.
Schmidt veröffentlichte 2011 den Doppelroman Hotel/Minorella, 2012 die Erzählsammlung Corridos – Erzählungen, in der Schmidt aus der Perspektive von Club-Girls Grenz-Situationen aus Los Angeles und Mexiko beschreibt. 2014 publizierte Schmidt ein Buch über die aktuelle Jugend mit dem Titel Niemals allein, für immer einsam. In seinem Fotografie/Poesie-Buch Bad Girls Are Good Girls veröffentlichte Schmidt poetische Texte in Englisch, Spanisch, Italienisch und Deutsch, kombiniert mit Fotos, die in Rom, Venedig, Palermo, Los Angeles und München entstanden. 2015 erschien Love And Hate in L.A. mit Fotos und Poesien und einem lyrischen Epos mit dem Titel The Killing of Jeanny O., in dem es um die Hintergründe des Mordes an Ronnie Chasen geht.
2015/16 publizierte Schmidt die Romane Love and Death in the Afternoon und Hollywood Girl. Ab 2016 lebte Schmidt auch in Rom, wo er neun Spielfilme drehte, die er unter dem Titel Der Römische Zyklus zusammenfasste, ins Kino brachte und auf Blu-ray veröffentlichte. 2017 kam sein Lyrikband Amore verticale heraus.
2018 wurden die Filme aus Der Römische Zyklus in Triest auf dem Festival I MILLE OCCHI Festival internazionale del cinema e delle arti gezeigt. Im selben Jahr erschienen Schmidts Memoiren unter dem Titel Stichworte sowie der Lyrikband Pomeriggio a Roma. Ebenfalls 2018 stellte Schmidt – in Rom und in München – Filme aus seinem Römischen Zyklus II im Kino vor, die Anfang 2019 als Blu-ray-Box erschienen sind. „Mit dem Stummfilm Erster Kuss und so ... ist Eckhart Schmidt an den Ursprungsort seines filmischen Schaffens zurückgekehrt“, schrieb Josef Grübl in der Süddeutschen Zeitung. 2019 fand die Uraufführung von Schmidts Film A Little Piece of Horror im Münchner Werkstattkino statt. Auch drei weitere neue Filme präsentierte Schmidt – im Rahmen der Filmkunstwochen 2020 – in Münchner Kinos.

## Privates
Mitte 2015 verließ Schmidt Los Angeles, wo er seit mehr als 30 Jahren regelmäßig arbeitete. Schmidt war 46 Jahre lang mit der Schauspielerin Isi ter Jung verheiratet, die 2007 starb.
Ab 2015 war Schmidt mit der Übersetzerin Gorana Dragas verheiratet, die auch als Produzentin von Schmidts Filmen tätig war. Schmidt starb am 24. Oktober 2024.

## Ehrungen
- 1991: Verdienstkreuz am Bande der Bundesrepublik Deutschland.

## Werke

### Kurzfilme
- 1964: Nachmittags
- 1965: Die Flucht
- 1991: Nachtblau
- 1995: Zwischenmusik

### Spielfilme
- 1967: Mädchen, Mädchen (Buch mit Roger Fritz)
- 1968: Jet Generation (Regie, Buch mit Roger Fritz)
- 1968: Erotik auf der Schulbank, Segment Fantasie (Regie)
- 1970: Atlantis – Ein Sommermärchen (Buch und Regie)
- 1982: Der Fan (Buch und Regie)
- 1983: Das Gold der Liebe (Buch und Regie)
- 1984: Die Story (Buch und Regie)
- 1985: Loft – Die neue Saat der Gewalt (Buch und Regie)
- 1985: Alpha City – Abgerechnet wird nachts (Buch und Regie)
- 1985: Das Wunder (Buch und Regie)
- 1985: Die Küken kommen (Buch und Regie als Raoul Sternberg)
- 1986: Wie treu ist Nik? (Buch, Regie und Produktion)
- 1992: Undine (Buch, Regie und Produktion)
- 1993: E.T.A. Hoffmanns Der Sandmann (Buch, Regie und Produktion)
- 1996: Broken Hearts (Buch, Regie, Musik, Coproduktion)
- 1996: Küsse, Bisse (Buch Regie, Produktion)
- 2000: Internet Love (Buch, Regie, Musik, Produktion)
- 2000: Girls – Mädchen – Ragazze (Buch, Regie und Produktion)
- 2001: 24/7 – Sunset Boulevard (Buch und Regie)
- 2003: Sunset Motel (Buch, Regie und Produktion)
- 2010: Hollywood Fling: Diary of a Serial Killer, als Raoul Sternberg (Buch, Regie und Produktion)
- 2016: Love and Death in the Afternoon
- 2016: Mein schönster Sommer
- 2016: Princess – Voices From Hell
- 2017: Stella
- 2017: Stella Reloaded
- 2017: Angels Flight
- 2017: It’s Me
- 2017: Loving Valeria
- 2017: Amor Sacro, Amor Profano
- 2018: Mitologia 1
- 2018: Mitologia 2
- 2018: Colour of Love
- 2018: Colore d’amore
- 2018: Abbundanza
- 2018: What Dreams may Come
- 2018: Solitudine 1
- 2018: Solitudine 2
- 2018: The Girl and the Octopus
- 2018: La musa
- 2018: La terza faccia
- 2019: Erster Kuss und so ...
- 2019: Love’s Places – Plätze der Liebe
- 2019: Piazza d’amore
- 2019: The Beast and the Beauty
- 2019: A Little Piece of Horror
- 2020: Noir after Noon
- 2020: Teatro del Sole
- 2020: Paradise Noir
- 2020: Solitudine Donna
- 2020: Solitudine Poeta
- 2020: Palermo.Gente.
- 2020: Trittico della Morte
- 2020: Generation Z – Da war ein Himmel
- 2020: Hallo, Leute!
- 2020: Generation Z – Die Mädchen, die Träume und der Tod
- 2020: Starcrossed Lovers
- 2021: Ragazze dei Fiori
- 2021: Dance, Salome!
- 2021: TreCamerone 1
- 2021: TreCamerone 2
- 2021: TreCamerone 3
- 2021: Venezia.Lido.
- 2021: Angelo
- 2021: Where is Italo tedesco?
- 2021: Day by Day – A digital Diary
- 2021: Day by Day 2 – A digital Diary
- 2021: Girotondo d’amore
- 2021: Finissage
- 2021: To be
- 2021: Obsessions
- 2021: Alla Bellezza
- 2021: La Bella Amazzone
- 2021: Update Amore
- 2021: Die schönste Zeit meines Lebens
- 2021: La mia bella Romana
- 2021: Il Cuore del Leone
- 2021: Garten der Engel
- 2021: Mädchen.München.
- 2021: Day by Day 3
- 2021: Day by Day 4
- 2021: Day by Day 5
- 2021: Day by Day 6
- 2021: Venezia – Seasons of Love
- 2021: The Demon’s Kiss
- 2022: Chi è la più bella?
- 2022: La Noia – Ach, diese Langeweile
- 2022: Un pomeriggio a Roma
- 2022: Ghosting
- 2022: Kisses and all ...
- 2022: Amor Veneziano
- 2022: Medusa
- 2022: L’amor che move il sole
- 2022: I quattro canti della vita
- 2022: Palermo.Amor.
- 2022: Day by Day 7
- 2022: Kriemhild

### Opernverfilmungen
- 1990: Der Ring des Nibelungen (Konzeption, Artistic Supervisor)
- 1991: Der Fliegende Holländer (Regie)
- 1994: Der Prinz von Homburg (Regie, Produktion)

### Dokumentarfilme
- 1980: Douglas Sirk: Über Stars (Buch und Regie)
- 1982: Neue Welle '92 – Rabiate Langeweile
- 1991: Nach Hollywood – Douglas Sirk erzählt (Buch, Regie und Produktion)
- 1993: Der Garderobier – Karlheinz Stempel erzählt
- 1993: Sawallisch
- 1994: Epstein in Hollywood – Julius J. Epstein Talks (Regie und Produktion)
- 1995: Christa Ludwig – Der Abschied (Buch, Regie und Produktion)
- 1996: Schumann-Hampson-Sawallisch (Buch, Regie und Produktion)
- 1996: Kundry
- 1997: Freiheit in Hollywood – Rudolph S. Joseph über Douglas Sirk und G. W. Pabst
- 1997: Sunset Boulevard – 27 Meilen Amerika (Buch, Regie und Produktion)
- 1997: Hollywood, Germany (Buch, Regie und Produktion)
- 1997: Der Klassik-Kaiser (Buch, Regie und Produktion)
- 1997: Hollywood Dreamers (Buch, Regie und Produktion)
- 1997: Black Hollywood (Buch, Regie Musik und Produktion)
- 1997: Wu-Thang Clan: This Shit is from the Heart
- 1998: Karl Haas – Abenteuer Musik (Buch, Regie und Produktion)
- 1999: Walter Haupt – Der Film (Buch, Regie und Produktion)
- 1999: View and Vision: The Architectural Photography of Julius Shulman (Buch, Regie und Produktion)
- 1999: Mythos Hollywood (Buch, Regie und Produktion)
- 1999: Gottfried Pilz – Vision und Faszination (Buch, Regie und Produktion)
- 2000: Vom Überleben – Die Geschichte der Mania Hartmayer-Breuer (Buch, Regie und Produktion)
- 2000: Lost Angeles – Eine Stadt zwischen Traum und Trauma (Buch, Regie und Produktion)
- 2000: Las Vegas – Die erste Stadt des 21. Jahrhunderts
- 2000: Kurt Moll – Ein Mann, ein Bass (Buch, Regie und Produktion)
- 2000: Hollywood Boulevard – Die Hauptstraße der Traumfabrik
- 2000: Besuch bei Tippi Hedren (Buch, Regie und Produktion)
- 2000: Besuch bei Don Murray (Buch, Regie und Produktion)
- 2000: Besuch bei Bud Boetticher (Buch, Regie und Produktion)
- 2001: Besuch bei Rod Steiger (Regie und Produktion)
- 2001: Besuch bei Ray Bradbury (Regie und Produktion)
- 2001: Besuch bei James Ellroy
- 2001: California Classic
- 2002: Inge Borkh – Es singt aus mir (Regie und Produktion)
- 2002: Wolfgang Sawallisch – Ein Leben für die Musik
- 2002: Young Hollywood – Die Traumfabrik erfindet sich neu (Buch und Regie)
- 2002: Die Mafia-Prinzessin – Susan Bermans Las Vegas Testament
- 2002: Francesco Rosi – Momente der Wahrheit (Buch, Regie und Produktion)
- 2003: Die Welt des Claude Chabrol (Regie und Produktion)
- 2003: Federico Fellini – Mit den Augen der Anderen (Buch und Regie)
- 2003: Motel California
- 2003: Hubert Selby Jr. – Last Exit to L. A.
- 2004: Musen, Macht und Glamour – Die Welt der Maximilianstrasse (Regie und Produktion)
- 2004: Männer in Trenchcoat, Frauen im Pelz
- 2004: Hollywood Legenden (Buch, Regie und Produktion)
- 2004: Hitlers letzte Tage – Der Film „Der Untergang“ (Buch und Regie)
- 2005: Sena Jurinac – Jedes Ding hat seine Zeit (Regie und Produktion)
- 2005: Die Meistersinger von München (Regie und Produktion)
- 2005: Filmlegenden. Deutsch (Buch, Regie und Produktion)
- 2005: Silent Hollywood: Cult, Stars, Scandals (Buch und Regie)
- 2006: Mythos Mozart – Musik für die Welt (Regie)
- 2006: Jenseits von Hollywood – Das Kino des Otto Preminger (Regie)
- 2006: Hollywoods Oper – Eine Oper für Los Angeles (Regie)
- 2006: Jerry Lewis – König der Komödianten (Buch und Regie)
- 2006: Jane Russell – Der Star aus dem Heu (Regie und Produktion)
- 2007: Fred Zinnemann – Der Mann, der „High Noon“ machte (Buch, Regie und Produktion)
- 2007: Tatort Oper – Wie Filmemacher Oper machen (Buch, Regie und Produktion)
- 2007: Fernsehgeschichte(n). Deutsch (Buch und Regie)
- 2007: Joachim Fuchsberger erzählt ... (Konzept, Regie und Produktion)
- 2008: Glamour vs. Paparazzi (Buch, Regie und Produktion)
- 2008: Hildegard Behrens – Ausdruck und Schönheit (Buch, Regie und Produktion)
- 2008: Hollywood Gangster (Buch, Regie und Produktion)
- 2008: Heimat – Deine Filme: Der Traum vom Paradies (Buch, Regie und Produktion)
- 2008: Heimat – Deine Filme: Stars, Spaß und Wirklichkeit
- 2009: Der Regisseur Uli Edel – Phantasie und Fakten (Buch, Regie und Produktion)
- 2009: Western-Legenden – Made in Hollywood (Buch, Regie und Produktion)
- 2009: Ruth Leuwerik erzählt ... (Buch, Regie und Produktion)
- 2009: Margot Hielscher erzählt ... (Buch, Regie und Produktion)
- 2009: Faszinierende Frauen, Faszinierende Stimmen ... (Buch, Regie und Produktion)
- 2009: Verbotene Musik (Buch, Regie und Produktion)
- 2009: Glanz und Elend in Hollywood – Natalie Wood
- 2010: Marilyn Monroe – Ich möchte geliebt werden
- 2010: Marilyn Monroe – Tod einer Ikone
- 2010: Mulholland Drive – Ein Hollywood Mythos (Buch, Regie und Produktion)
- 2010: Mythos Metropolis (Buch, Regie und Produktion)
- 2010: Percy Adlon erzählt ... (Buch, Regie und Produktion)
- 2010: Tony Curtis erzählt ... (Buch, Regie und Produktion)
- 2010: Elke Sommer erzählt ... (Buch, Regie, Produktion)
- 2011: Bernd Eichinger erzählt ... (Buch, Regie, Produktion)
- 2011: Hollywood Skandale (Buch, Regie, Produktion)
- 2011: Der Weg des Ruhms – Hollywoods Walk of Fame (Buch, Regie, Produktion)
- 2012: The Last Graffiti Show (Buch, Regie, Produktion)
- 2013: Stardust Hollywood – Sternenstaub und Götterwelten (Buch, Regie, Produktion)
- 2013: Hollywood Rebellen (Buch, Regie, Produktion)
- 2015: Cinema Italiano – Momente der Wahrheit (Buch, Regie, Produktion)
- 2015: Helmut Dietl erzählt ... (Buch, Regie, Produktion)
- 2016: Made in Hollywood: Hitchcocks Blondinen
- 2017: Made in Hollywood: The World of Raoul Walsh
- 2017: Made in Hollywood: The World of Budd Boetticher
- 2017: Made in Hollywood: The World of William Wellman
- 2017: Sonja Ziemann erzählt ...
- 2017: Peter Kraus erzählt ...
- 2017: Los Angeles narrates ...
- 2017: Karin Michalke: Beste Zeit auf der Alm
- 2017: Julie Taymor: Shakespeare’s Kino
- 2017: Harold Nebenzal erzählt ...
- 2017: Artur Brauner erzählt ...
- 2017: Robert Sigl erzählt ... (Buch, Regie, Produktion)
- 2017: Carroll Baker: vom Baby Doll zur Lady Glamour
- 2017: F. Scott Fitzgerald: Seine Sekretärin Frances Kroll Ring erzählt ...
- 2019: Ludwig I. – Italienische Elegie
- 2021: Roma. Palermo – Ein neues Leben beginnt

### Fotovision
- 2011: Fotovision: Photographie, Poesie, Musik
- 2012: Motel Girls
- 2013: All about Girls

### Bücher
- mit Andrej A. Wosnessenskij und Alexander Kaempfe: Dreieckige Birne, Suhrkamp, 1963.
- DER FAN Tagebuch einer Sechzehnjährigen, Droemer Knaur, 1982, ISBN 3-426-02452-7.
- Das Gold der Liebe, Droemer Knaur, 1983, ISBN 3-426-02453-5.
- Die Story, Droemer Knaur, 1984, ISBN 3-426-02455-1.
- Das Tagebuch des Feuerpferds, Dieve Verlag, 1988, ISBN 3-927131-08-3.
- Die Einsamkeit des Eisbären und andere faszinierende Geschichten (= Geheimnisvolle Tierwelt), Bastei Luebbe Verlagsgruppe, 1989, ISBN 3-404-63204-4.
- Der Bayerische Filmpreis ’94, ’95 und ’96., Olzog – Aktuell GmbH, 1999, ISBN 3-7892-7393-7.
- Window Girls: Fotobuch, Belleville, 2008, ISBN 978-3-936298-59-8.
- Mulholland Drive – Opening Scenes: Fotobuch, Belleville, 2009, ISBN 978-3-936298-59-8.
- ROMA/AMOR – Fotobuch, Belleville, 2010, ISBN 978-3936298154.
- Hotel/Minorella (2 Romane), ESP Verlag, 2011, ISBN 978-3-00-035154-9.
- Corridos – Erzählungen, ESP Verlag, 2012, ISBN 978-3-00-036118-0.
- Bad Girls Are Good Girls, ESP Verlag, 2013, ISBN 978-3-00-043694-9.
- Niemals allein, für immer einsam; ESP Verlag, 2013, ISBN 978-3-00-043917-9.
- Love and Hate in L.A., Belleville Verlag, 2014, ISBN 978-3-943157-81-9
- Hollywood Girl, ES Publishing, 2016, ISBN 978-3000529146
- Amore Verticale, ES Publishing, 2017, ISBN 978-3000558283
- La La Land Stories, ES Publishing, 2017, ISBN 978-3000570841
- Stichworte, ES Publishing, 2018, ISBN 978-3000590849
- Pomeriggio a Roma, ES Publishing, 2018, ISBN 978-3000590856
- Motel Girls – Gedichte und Fotografien, Belleville, 2018, ISBN 978-3943157000
- Erster Kuss und so ..., ES Publishing, 2019, ISBN 978-3982058009
- Gefängnis Zoo, ES Publishing, 2019, ISBN 978-3982058016
- BlumenMädchen, ES Publishing, 2020, ISBN 978-3-9820580-2-3
- Küsse.Bisse, ES Publishing, 2021, ISBN 978-3-9820580-3-0